# Pavel Chistyakov
Pavel Petrovich Chistyakov (Russo: Илья́ Ефи́мович Ре́пин) (Oblast de Tver, 5 de julho de 1832 <<calendário juliano: 23 de junho>> – Oblast de Leningrado, 11 de novembro de 1919)  foi um pintor imperial russo e professor de arte; conhecido por cenas históricas e de gênero, bem como retratos

## Biografia
Seu pai era um servo libertado que havia trabalhado como administrador de uma propriedade. Apesar dos encargos financeiros, ele providenciou para que seu filho tivesse uma educação adequada; primeiro em uma escola paroquial em Krasny Kholm, depois na escola secundária em Bezhetsk.
Em 1849, ingressou na Imperial Academy of Arts, onde estudou com Pyotr Basin e Maxim Vorobiev. De 1854 a 1858, ele recebeu duas medalhas de prata e uma de ouro, por sua representação de Hermógenes na prisão. Em 1861, formou-se com o título de "Artista", outra medalha de ouro (por sua pintura de Sofia da Lituânia no casamento de seu filho, Vasily II) e o direito a uma bolsa para estudos no exterior. Antes de partir, ele lecionou por um curto período de tempo em uma escola preparatória em São Petersburgo.
Em 1862, ele partiu para a Alemanha, seguido de longas visitas a Paris e Roma. Ao retornar em 1870, ele foi agraciado com o título de "Acadêmico" por várias obras que enviou para casa.
Após esse período, ele se dedicou principalmente ao ensino, primeiro na Sociedade Imperial para o Incentivo às Artes, depois na academia, onde desenvolveu seus próprios métodos de ensino que mesclavam a observação direta com o estudo científico. Ele raramente exibia. Suas poucas obras eram principalmente de natureza histórica, que ele tentou infundir com uma profundidade psicológica, ao invés de meramente representar os eventos.
Tornou-se professor associado da academia em 1872 e, após a reorganização de 1892, tornou-se membro do conselho acadêmico. De 1890 a 1912, ele atuou como chefe do Departamento de Mosaicos e supervisionou vários projetos de mosaico; notavelmente na Catedral de Cristo Salvador e na Catedral de Santo Isaac.
Sua esposa Vera, filha do pintor Yegor Meyer, também era uma artista notável. A rua onde ele morava foi batizada em sua homenagem e, em 1987, sua casa em Pushkin (um subúrbio de São Petersburgo) tornou-se um museu.

## Alunos notáveis
- Isaak Asknaziy
- Varvara Baruzdina
- Victor Borisov-Musatov
- Fyodor Buchholz
- Dmitry Kardovsky
- Kosta Khetagurov
- Nikolai Kuznetsov
- Yehuda Pen
- Vasily Polenov
- Yelena Polenova
- Ilya Repin
- Andrei Ryabushkin
- Nikolai Samokish
- Ivan Seleznyov
- Valentin Serov
- Dmitry Shcherbinovsky
- Vasily Smirnov
- Kazimierz Stabrowski
- Vasily Surikov
- Viktor Vasnetsov
- Mikhail Vrubel

## Pinturas selecionadas

Pinturas de Pavel Chistyakov
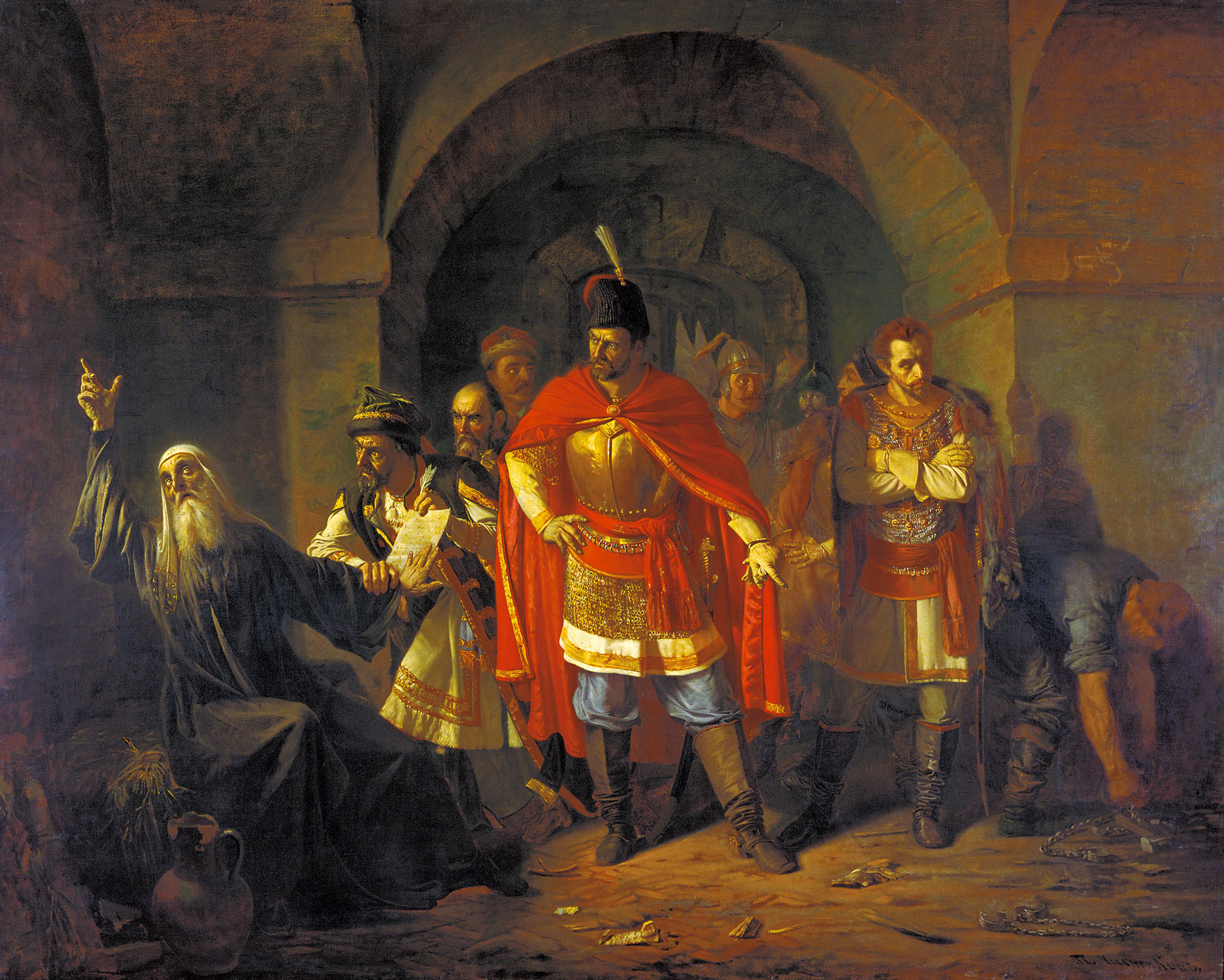
O Patriarca, Hermógenes, Recusando-se a Abençoar os Polacos (1860)
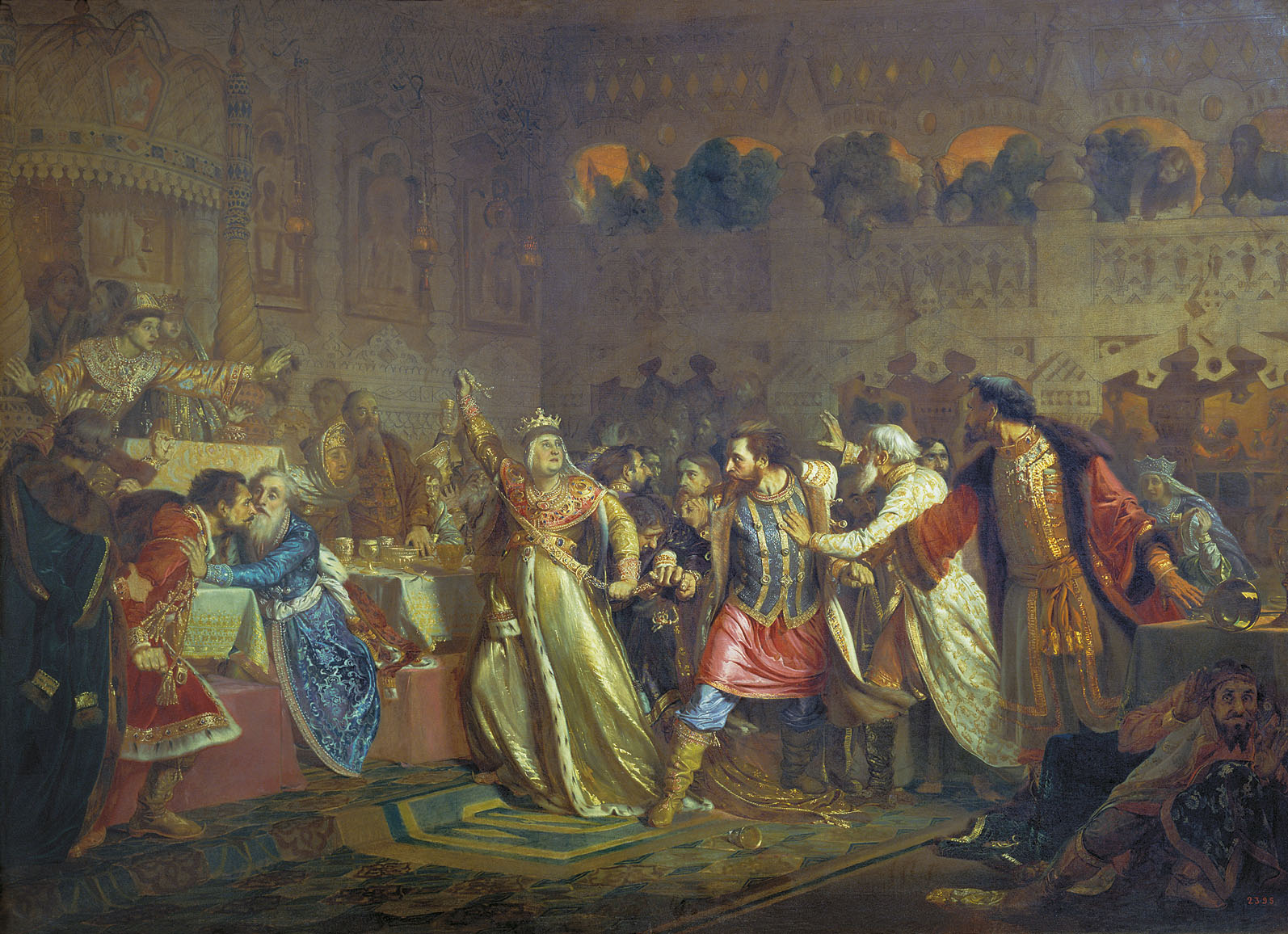
Sofia da Lituânia arrebatando o cinturão de ouro de Vasily Kosoy (1861)
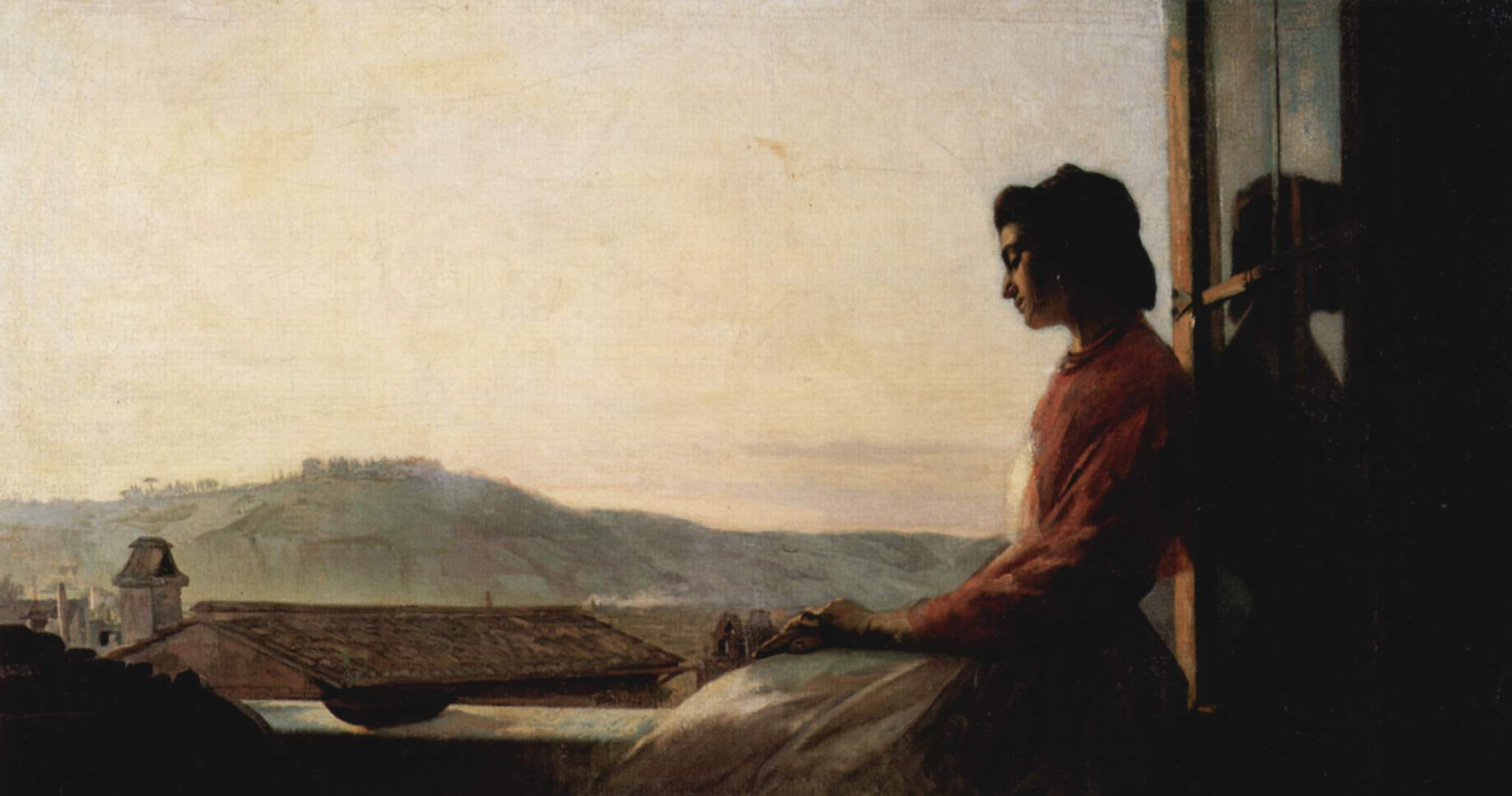
Giovannina está sentada no parapeito da janela (1864)
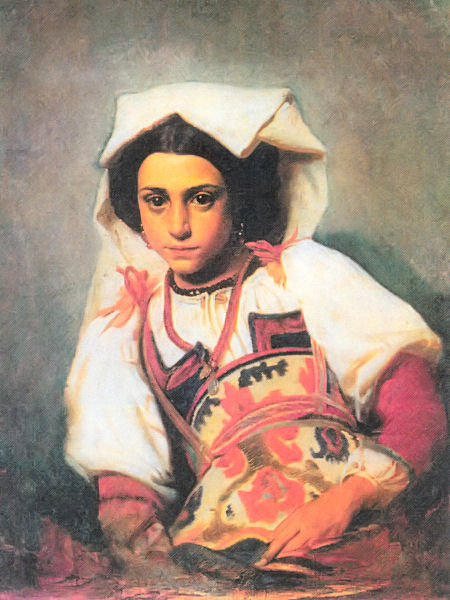
Giovannina
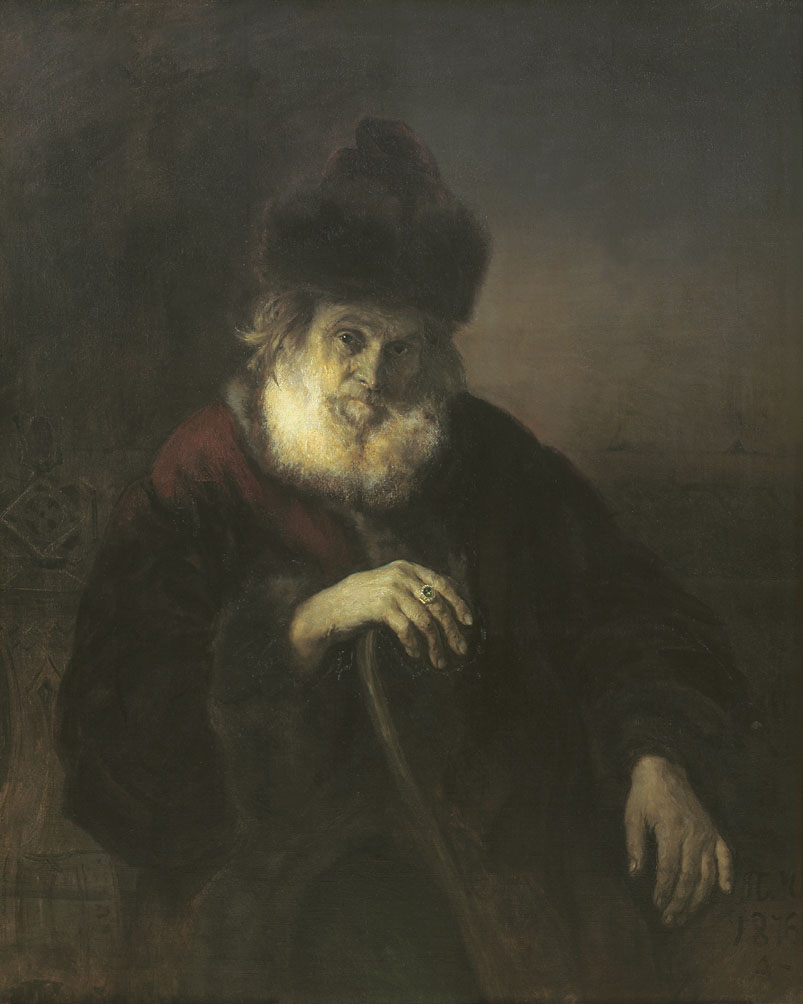
Boyarin (1876)

## Leitura Adicional
- Izabella Ginzburg, П. П. Чистяков и его педагогическая система (His Educational System), Искусство, 1940
- Olga Lyaskovskaya,  П. П. Чистяков, Tretyakov Gallery, 1950
- Чистяков П. П. Письма, записные книжки, воспоминания. 1832—1919. — М., 1953.
- Белютин Э., Молева Н. П. П. Чистяков — теоретик и пед (letters, notebooks, memoirs), 590pgs. Искусство, 1953
- Ely Bielutin and Nina Moleva, Павел Петрович Чистяков. теоретик и педагог (Theoretician and Pedagogue), Академии художесть, 1954.
- Yelena Churilova, "Я ещё могу съездить к Чистякову" (I Can Still go to Chistykov), Прана, 2004 ISBN 5-86761-054-3